# القناع الأحمر (فلم)
القناع الأحمر فيلم مصري تم إنتاجه عام 1947، من تأليف وإخراج يوسف وهبي وبطولة كاميليا وفاخر فاخر وفاتن حمامة.

## قصة الفيلم
تضطر الفتاة للعمل كمغنية في إحدى الصالات الليلية تلتقي بطيب شاب وينشأ الحب بينهما، وتخفي عنه ماهية عملها في الصالة، تتوطد العلاقة بينهما، لكن ما أن يعلم الطبيب بعملها حتى ينسحب من حياتها ويسافر للخارج حيث يكمل دراساته العليا في الطب، يرسل إليه والده ما يعينه على دراسته وحياته من المال حتى تسوء أحوال والده المادية، وتعرف الفتاة ذلك، فترسل إلى الطبيب من مالها الخاص حتى يستطيع استكمال دراسته فالخارج، ويعود الطبيب حاصلاً على شهادته العليا ليجد فناته قد أصابها المرض وتحتاج إلى عملية جراحية يجريها لها الطبيب العائد من الخارج، تنجح العملية بينما يصر الطبيب على قطع صلته بها وعندما يصرح بذلك أمام والده يكتشف أنها الفتاة التي كان يصرف عليه أثناء الدراسة في الخارج تتبدل نظرته إليها، بما لمس فيها من نبل وإخلاص فيعود إليها ليعيد الحب الذي كان كما يبارك والده هذا الحب.

## فريق العمل
إخراج وتأليف: يوسف وهبي
إنتاج: نحاس فيلم
طاقم العمل:
- كاميليا
- فاخر فاخر
- فاتن حمامة
- سراج منير
- بشارة واكيم
- فردوس محمد
- زوزو نبيل
- ثريا فخري
- عبد السلام النابلسي

## روابط خارجية
- القناع الأحمر على موقع IMDb (الإنجليزية)
- القناع الأحمر على موقع الدهليز
- القناع الأحمر على موقع قاعدة بيانات الأفلام العربية
- القناع الأحمر على موقع كينوبويسك (الروسية)